# Maria Katarina Öhrn
Maria Katarina Öhrn, även Berlin, född 1756, död 8 november 1783 i Stockholm, var en svensk skådespelerska och sångerska (sopran), anställd vid Stenborgs Sällskap, Humlegårdsteatern 1776–80 och Eriksbergsteatern 1780–83 och den kanske mest populära dramatiska skådespelerskan i Sverige på sin tid.

## Biografi

### Karriär
Öhrn fanns 1776 med i ett passbevis till Karlskrona för Stenborgs Sällskap, där Johan Berger, Karl Fredrik Sabin och Maria Katarina Öhrn var nya namn vid sidan av de gamla medlemmarna: ”den 20:åriga aktrisen Mamsell Öhrn visade sig vara en verklig vinst för teatern och blef snart omfattad med bevågenhet af publiken, som insåg de företräden i framställningsförmåga, hvarigenom hon betydligt höjde sig öfver alla sina kvinnliga kamrater vid truppen”.
Hon var kontrakterad att uppträda på Humlegårdsteatern sommaren 1780, men försökte 17 april rymma till ett kontrakt hos Johan von Blanc i Göteborg, och fick hindras av polis. Hon var stjärnan när Eriksbergsteatern öppnades 1780, användes både i sång- och talroller, blev genom sin behagliga personlighet och sceniska förmåga publikens gunstling, och fick en recett 9 augusti. Recetter gavs för Magnus Bonn 1782, ”en stödjepelare för Stenborgska teater under denna tid", och "första aktrisen fru Berlin” (känd under detta namn sedan hon 14 september 1780 gifte sig med ”kungl. kammarvaktmästeren” Isak Berlin).

### Roller
29 november 1780 spelade hon Perette i operetten De båda jägarna och mjölkflickan mot Magnus Bonn (Vilhelm) och A. Lundberg (Colas) på Eriksbergsteatern, vilket blev en stormande succé; pjäsen hade uppförts på franska av franska truppen i Stora Bollhuset 1 januari 1765, men nu hördes den på svenska; blev publikens favoritstycke och spelades under 18 års tid. Finkel gavs som hennes recett onsdagen 9 augusti 1780, då hon kallades förnämsta sujett och första aktris. Bland övriga roller märks Lesbina i Don Micco och Lesbina mot truppens manliga stjärna Magnus Bonn (1780), Fanchette mot Bonn (Martin) och Anders Lundberg (Colin) i Tunnbindaren av Audinot (1781), Zelmire mot Lundberg (kadin), M. Bonn (Omar), C. Bonn (Nouradin) och Brita Fernlund (Fatime) i Den bedragne kadi av Lemonnier (1781), huvudrollen Zerbine i Pigan husbondsfru (La serva padrona) mot M. Bonn, 1781, ”där hon som vanligt kenp publiken”, Hedda i Så blefvo alla nöjda av Envallsson mot M. Bonn (Marionet), Sara Åkerberg (Corinna), Lundberg (Axel), Lindskog (Baronen), Ljungren (Bovenius) och Brita Fernlund (Lovisa) (1782), och Belinde i Kolonien av Framery mot Lundberg (Fontalbe) M. Bonn (Blaise) och Fernlund (Marine) 1783.

### Död
Öhrn dog ”af tärande feber” vid 28 års ålder, fyra dagar efter makens död i lungsot, och begravdes på Riddarholmen. Inventariet gjordes upp av hennes svägerska Maria Helena Berlin och Johanna Catharina Enbeck, som suttit vid hennes dödsbädd. Hennes död kallades en svår förlust för teatern. Efter henne blev Christina Rahm primadonna.